# Johnny Puleo
Johnny Puleo (1913 - 1983) foi um gaitista estadunidense.
Ele foi a inspiração para a criação do grupo de Borrah Minevitch, The Harmonica Rascals. Ele combinava comédia com a execução da harmônica e tornou-se a grande atração do grupo, naturalmente pela sua aparência. 
Infelizmente Puleo assinou um contrato de longa duração com Minevitch, sendo pago uma pequena quantia do que era arrecadado com suas atuações. Tentou montar em 1942 o seu próprio grupo, mas por força judicial foi obrigado a retornar ao The Harmonica Rascals.
Somente em 1955 com a morte de Borrah Minevitch, Puleo pode formar seu próprio grupo, Johnny Puleo and his Harmonica Gang, onde participaram: Eddie Gordon, Dominic Sgro, Tony Sgro, Frank Maquis, JoJo DeFluvio, Carl Ford, Les McGann, Gene DeMase e Dave Doucette. Tocaram juntos até 1973 quando Puleo aposentou-se. Apareceu em vários filmes junto com os Harmonica Rascasls, mas teve sua participação especial em 1956 no filme "Trapeze".

## Gravações
Ver Johnny Puleo and his Harmonica Gang

## Filmes
Ver Borrah Minevitch#Filmes